# كيل كاروثرز
كيل كاروثرز (بالإنجليزية: Kel Carruthers)‏ هو متسابق دراجات نارية أسترالي فاز ببطولة سباق الجائزة الكبرى للدراجات النارية. نافس في سباقات بطولة العالم لفئة 500 سي سي ولفئة 350 سي سي ولفئة 250 سي سي ولفئة 125 سي سي ولفئة 50 سي سي. كما شارك في كأس جزيرة مان السياحية.

## البطولات
- سباق الجائزة الكبرى للدراجات النارية 1969

## روابط خارجية
- كيل كاروثرز على موقع MotoGP.com (الإنجليزية)
- كيل كاروثرز على موقع قاعة أستراليا للمشاهير الرياضية (الإنجليزية)